# Marcella Mariani
Pour les articles homonymes, voir Mariani.
Marcella Mariani, née le 8 février 1936 à Rome dans la région du Latium et morte le 15 février 1955 à Mont Terminillo dans la région du Latium en Italie, est une actrice italienne, sacrée miss Italie en 1953. Elle ne doit pas être confondue avec son homonyme Marcella Mariani, scénariste sur plusieurs films et téléfilms de Roberto Rossellini dans les années 1970.

## Biographie
Marcella Mariani est sacrée Miss Italie à Cortina d'Ampezzo en 1953 et commence une carrière d'actrice grâce à sa nouvelle notoriété. Désireuse de s'améliorer, elle fréquente le Centro sperimentale di cinematografia de Rome et suit les cours d'une école de théâtre de la ville. En 1954, elle obtient l'un de ses rôles les plus marquants au cinéma dans le film Senso de Luchino Visconti ou elle incarne une jeune prostituée de Vérone dont s'entiche Farley Granger au détriment d'Alida Valli. Elle donne ensuite la réplique à Antonio Cifariello, Rossana Podestà et Giovanna Ralli dans la comédie  Les Jeunes Filles de San Frediano de Valerio Zurlini.
Elle meurt à l'âge de dix-neuf ans dans l'accident aérien du Mont Terminillo. De retour de Bruxelles, l'avion DC-6 de la compagnie belge Sabena s'écrase sur le Mont Terminillo à la suite d'une probable erreur de pilotage, causant la mort des vingt-neuf personnes présentes à bord de l'appareil.

## Filmographie

### Au cinéma

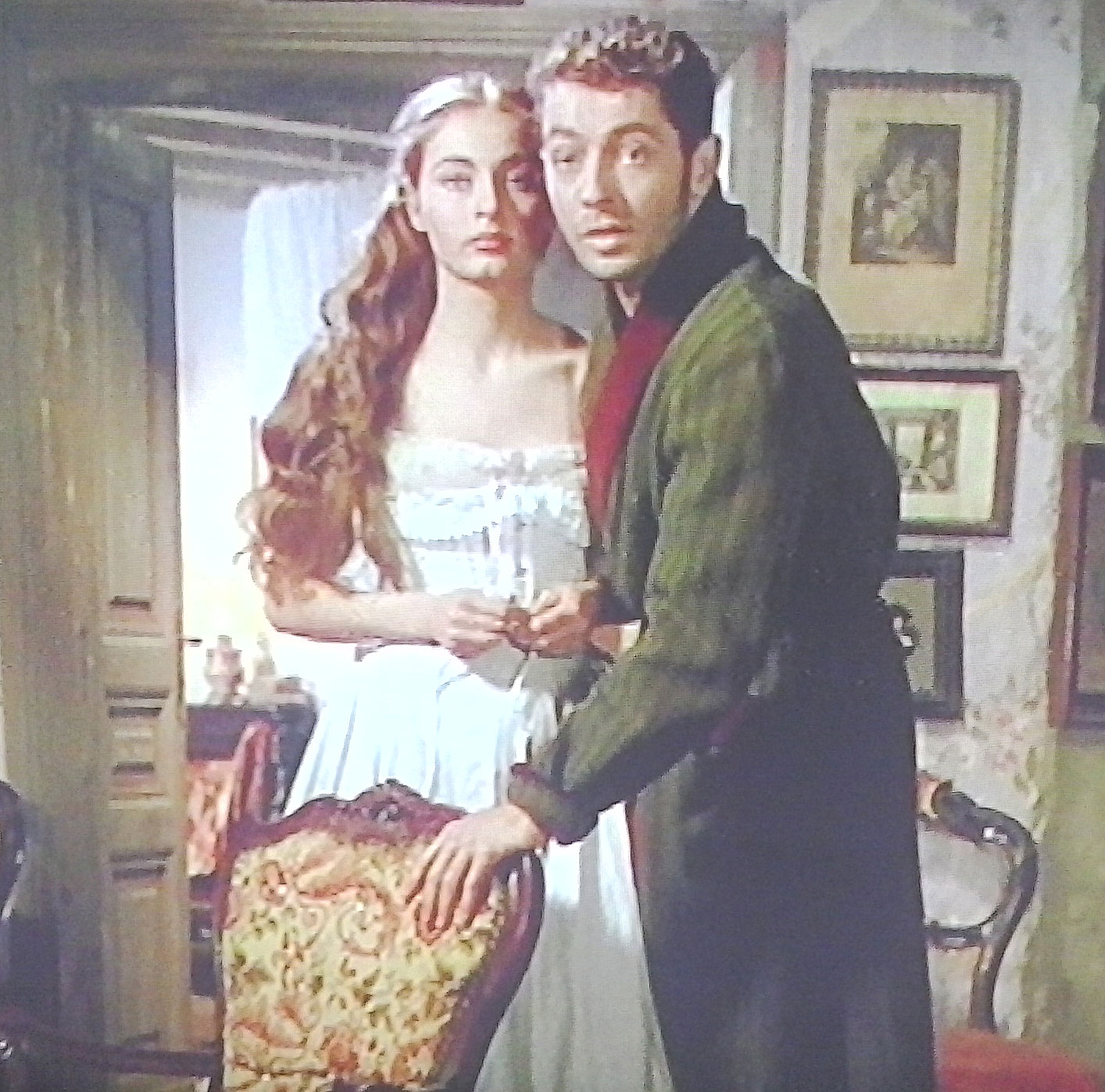
Marcella Mariani et Farley Granger dans le film Senso de Luchino Visconti en 1954

- 1953 : Chansons, chansons, chansons (Canzoni, canzoni, canzoni) de Domenico Paolella
- 1953 : Nous les femmes (Siamo donne) d'Alfredo Guarini
- 1953 : Les Amants de Villa Borghese (Villa Borghese'') de Gianni Franciolini
- 1953 : Se vincessi cento milioni de Carlo Campogalliani et Carlo Moscolini
- 1954 : Il cantante misterioso de Marino Girolami
- 1954 : Femmes et Soldats (Donne e soldati) de Luigi Malerba et Antonio Macchi
- 1954 : Senso de Luchino Visconti
- 1955 : Les Jeunes Filles de San Frediano (Le ragazze di San Frediano) de Valerio Zurlini
- 1956 : Mai ti scorderò de Giuseppe Guarino

## Récompenses et distinctions
- Miss Italie 1953.